# Edmund Howard
Lord Edmund Howard född någon gång mellan 1472 och 1497, död 19 mars 1539, var far till Katarina Howard, Henrik VIII:s femte hustru. Edmund Howard var tredje son till  Thomas Howard, 2:e hertig av Norfolk och Elizabeth Tilney.
Han tillbringade sin ungdom vid hovet och finns år 1509 med i listan över de unga adelsmän som anordnader torneringen för att hedra Henrik VIII och dennes drottning Katarina av Aragonien vid deas gemensamma kröning. Trots att hans bror  Edward var nära vän med kungen, och hans bror Thomas kom att bli en av de mest framstående männen vid hovet, förefaller det inte som om Edmund fick vara med och dela på kungens gunst. Kungen ansåg att Lord Edmund var "ineffektiv".
År 1531 fick han hjälp av sin systerdotter  Anne Boleyn att bli utsedd till  Controller of Calais. Howards första äktenskap var med  Jocasta (Joyce) Culpeper, som han fick tio barn med. Ett av dessa barn var Katarina Howard, Henrik VIII:s femte hustru.  När lord Edmunds hustru dog under andra hälften av 1520-talet gifte han om sig med en änka. Han kom senare att gifta om sig ytterligare en gång. Båda dessa senare äktenskap blev dock barnlösa. Han avskedades från sin post i Calais år 1539, och han dog strax efteråt, ett år innan han kunde ha fått se sin dotter bli drottning av England. Hans son, Charles Howard kom att arrangera ett hemligt äktenskap med  Margaret Douglas, systerdotter till kungen, vilket ledde till att han en period spärrades in i Towern.